# بازاریابی چندکاناله
بازاریابی چندکاناله ترکیبی از کانال‌های توزیع و تبلیغات مختلف با هدف بازاریابی است. کانال‌های توزیع از یک فروشگاه خرده‌فروشی، یک وب‌سایت یا یک فروشگاه سفارش از طریق پست متفاوت است.
بازاریابی چندکاناله در مورد انتخاب است. هدف شرکت‌هایی که بازاریابی می‌کنند این است که خرید را برای مشتری آسان کنند به گونه‌ای که از هر راهی که برایشان راحت‌تر است از آنها خرید نماید.
بازاریابی چندکاناله برای مؤثر بودن نیاز دارد که توسط سیستم‌های مدیریت زنجیره تأمین مناسب پشتیبانی شود، تا جزئیات و قیمت کالاهای ارائه شده در همه کانال‌های مختلف عرضه کالا یکسان باشد. همچنین ممکن است با تجزیه و تحلیل دقیق بازده سرمایه‌گذاری از هر کانال مختلف، از نظر پاسخ مشتری و تبدیل فروش اندازه‌گیری شود. سهم هر کانال از فروش را می‌توان از طریق مدل‌سازی بازاریابی میکس یا از طریق مدل‌سازی انتساب ارزیابی کرد. برخی از شرکت‌ها کانال‌های خاصی را در بخش‌های مختلف جمعیتی بازار یا گروه‌های مختلف اجتماعی و اقتصادی مصرف‌کنندگان هدف قرار می‌دهند.
بازاریابی چند کاناله به بازرگان خرده‌فروشی این امکان را می‌دهد تا به مشتری احتمالی یا فعلی خود در کانال مورد علاقه آن مشتری رسیدگی کند.

## هماهنگی کانال‌های آنلاین و آفلاین
شرکت‌هایی که محصولات و خدمات مارک‌دار را از طریق مشاغل محلی به فروش می‌رسانند از طریق کانال‌های آنلاین و آفلاین به مخاطبان محلی می‌پردازند. کمپین‌های بازاریابی چندکاناله‌ای آنلاین و آفلاین می‌توانند به یکدیگر اطلاع دهند یا به صورت جداگانه اجرا شوند. تعدادی از شرکت‌ها برای اطلاع از تبلیغات آفلاین خود از تلاش‌های بازاریابی آنلاین استفاده می‌کنند (به‌طور مثال پیش از چاپ تبلیغات آفلاین از کلمات کلیدی آنلاین استفاده می‌کنند تا بفهمند که آیا خواسته مشتری را برآورده کرده‌اند یا نه).

## در مقابل اشکال سنتی بازاریابی
در حالی که بازاریابی چندکاناله در درجه اول بر روی بسترهای رسانه‌های جدید در بازاریابی متمرکز است، رویکردهای سنتی از رسانه‌های قدیمی مانند منابع چاپی، تله مارکتینگ، پست‌های مستقیم و ایستگاه‌های پخش مانند رادیو و تلویزیون استفاده می‌کنند. بازاریابی چندکاناله نه تنها از فرم‌های وب ۲٫۰ استفاده می‌کند بلکه از مدل‌های همگرایی رسانه نیز استفاده می‌کند، تعامل مشتری را از طریق بسترهای مختلفی از جمله پیام‌رسانی متنی، وب‌سایت، ایمیل، کمپین‌های ویدئویی آنلاین، GPS برای تعیین موقعیت مشتری و نزدیکی آنها به محصول یا خدمات، مورد هدف قرار می‌دهد. توانایی دستیابی مستقیم به مشتریان یک استراتژی مهم بازاریابی است زیرا راحت است و تعامل مستقیم با مشتری را تقویت می‌کند.

## فواید
برخی از مزایای بلندمدت این سبک از بازاریابی عبارتند از:
- مدیریت بهتر نتایج و فروش: به کار بردن بسیاری از بسترهای ارتباطی برای رسیدن به مخاطب، شانس دریافت بازخورد از مشتریان مختلف را در مورد عملکرد کلی افزایش می‌دهد. این بازخورد به شرکت‌ها ایده می‌دهد که مشتری چه می‌خواهد و چه چیزی می‌تواند براساس آن بهبود یابد.
- درآمدهای بالاتر: هرچه از بسترهای متنوع‌تری در تلاش برای دستیابی به مشتری استفاده شود، احتمالاً مشتریان بالقوه برای خرید کالاها و خدمات بیشتر دست پیدا می‌کنند. اگر این شرکت نام تجاری خود را فقط از طریق اینترنت تبلیغ کند، جلب توجه مشتری‌های بالقوه که به‌طور مرتب از اینترنت استفاده نمی‌کنند و به عنوان مثال به رسانه‌های دیگر مانند تلویزیون اعتماد می‌کند بسیار سخت خواهد بود.
- درک بهتر مشتریان: با پاسخ مشتری، درک آسان‌تر از آنچه از یک محصول یا خدمات انتظار دارند و چگونگی بهبود برند می‌تواند آسان‌تر باشد. برای تأمین نیازهای یک طاقچه، لازم است کانال‌ها و سیستم عامل‌هایی که برای یک گروه خاص کار می‌کنند، شناسایی شوند.[۶]
- افزایش دید و دسترسی به برند: حدود ۳۶%[۷] خریداران محصولات را در یک کانال جستجو می‌کنند اما محصول را از طریق کانال دیگری خریداری می‌کنند.